# الشيخ بن زرقة
الشيخ رضوان بن زرقة (مواليد 8 نوفمبر 1972 بوهران ) هو لاعب كرة قدم جزائري دولي معتزل.

## المسيرة الكروية
مثل بن زرقة الجزائر في كأس الأمم الأفريقية 1998 .
في سبتمبر 2020، عينت إدارة مديوني وهران بن زرقة مدربا مساعدا للمدرب  الرئيس زكرياء جبور.

## التتويجات
- فاز بكأس الكؤوس العربية مرتين مع مولودية وهران عامي 1997 و 1998
- فاز بكأس السوبر العربي مرة واحدة مع مولودية وهران عام 1999

## روابط خارجية
- الشيخ بن زرقة على موقع قاعدة بيانات كرة القدم.إي يو (الإنجليزية)
- الشيخ بن زرقة على موقع ناشيونال فوتبول تيمز (الإنجليزية)